# Valdosta
Valdosta è una città e capoluogo della contea di Lowndes, situata sul confine meridionale della Georgia, negli Stati Uniti. Secondo una stima del 2013, Valdosta aveva una popolazione di 56.881 abitanti, ed era la 14ª città più grande della Georgia.
Valdosta è la città principale dell'area metropolitana di Valdosta, che nel 2010 aveva una popolazione di 139.588 abitanti. Comprende parte della contea di Brooks ad ovest.
Valdosta è la sede della Valdosta State University, un'università regionale dell'University System of Georgia con oltre 10.900 studenti. Il pubblico locale della Valdosta High School ha il programma di football americano più vincente di qualsiasi scuola superiore negli Stati Uniti.
Valdosta è chiamata "Azalea City", in quanto la pianta vi cresce copiosamente, e ospita annualmente l'Azalea Festival a marzo.

## Geografia fisica
Secondo lo United States Census Bureau, ha un'area totale di 30,3 mi² (78,48 km²).

## Società

### Evoluzione demografica
Secondo il censimento del 2010, la popolazione era di 54.518 abitanti.

### Etnie e minoranze straniere
Secondo il censimento del 2010, la composizione etnica della città era formata per il 43,3% di caucasici, per il 51,1% di afroamericani, per lo 0,3% di nativi americani, per l'1,7% di asiatici, per lo 0,1% di oceanici, per l'1,6% di individui afferenti ad altri gruppi. L'1,9% degli abitanti ha dichiarato nella propria ascendenza elementi appartenenti a più gruppi. Sempre nel 2010 ispanici o latinos di qualunque provenienza costituivano il 4,0% della popolazione.